# Qui-Gon Jinn
Qui-Gon Jinn (92 – 32 BBY) er en person fra Star Wars-universet. Qui-Gon spilles af Liam Neeson i Star Wars Episode I: Den usynlige fjende (1999), der desuden er den eneste film hvor man møder Qui-Gon, foruden et kort klip i Star Wars Episode II: Klonernes angreb (2002) (Det er dog kun hans stemme man hører).

## Optrædener

### Prequel-trilogien
Qui-Gon har gennem Den usynlige fjende Obi-Wan Kenobi som sin padawan-lærling og var selv tidligere den datidige jedimester, Grev Dookus padawan. Men efter opdagelsen af den unge Anakin Skywalker agter Qui-Gon at tage ham i træning, men Jedirådet afslår dette ønske. Qui-Gon må lade livet efter en duel mod Darth Maul, og først herefter ændrer man beslutningen om at Anakin kan gå i træning som Jedi – dog med Obi-Wan som Jedimaster. Qui-Gon Jinn er også den, der finder ud af, hvordan man bliver udødelig i en spøgelsesagtig form, hvilket Yoda fortæller i Episode III: Sith-fyrsternes hævn. Qui-Gon Jinn er meget som Anakin, men ved meget mere om, hvordan man skal opføre sig og det er grunden til at Darth Sidious ikke tager ham til den mørke side af Kraften.